# Subaru Forester
La Subaru Forester est un crossover compact produit depuis 1997 par le constructeur automobile japonais Subaru. La cinquième génération du Forester est sortie en 2019.

## Présentation
Disponible au Japon depuis 1997, le Forester partage sa plateforme avec l'Impreza. Il a été introduit en 1997 comme un break crossover compact. Il a été élu en 2009 et 2014 Meilleur SUV de l'année par Motor Trend et "meilleure voiture à acheter en 2014" par Car Connection.
Ce véhicule est très populaire aux États-Unis, au Canada, en Scandinavie et en Suisse, où il est très apprécié pour sa fiabilité et sa qualité de fabrication.

## Première génération (1997-2002) SF5
Le Forester est présenté au Tokyo Motor Show en novembre 1995 sous la forme du concept STREEGA. Sa commercialisation débute en février 1997 au Japon et en 1998 en Amérique du Nord. Le style du Forester est celui d'un break classique mais avec une garde au sol et position de conduite plus haute et quatre roues motrices. La plate-forme est celle de l'Impreza avec le moteur boxer quatre cylindres (DACT EJ25D) de 2,5 litres de l'Outback pour la version atmosphérique. Celui-ci a une puissance de 165 ch (123 kW) à 5 600 tr/min et 220 N m de couple à 4 000 tr/min. La version 2L Turbo (DACT EJ205) développe 170 ch DIN à 5600 tr/min pour 240 N m de couple à 3 600 tr/min. Au Japon, le Forester est aussi proposé avec le 2L SACT (ej20) atmosphérique de 125 ch à 5 500 tr/min pour 175 N m de couple à 4 500 tr/min. La version Turbo (DACT EJ20) développe ici 240 ch  à 6 000 tr/min pour 310 N m de couple à 5000 tr/min pour la version ST/B. Il a remplacé la Subaru Impreza Gravel Express au Japon et le Subaru Outback Sport aux États-Unis. En Amérique du Nord, seuls les modèles atmosphériques sont proposés à la vente.
La version de base du Forester était vendue avec un haut niveau d'équipement en version standard (ABS, climatisation, vitres électriques, verrouillage centralisé, feux antibrouillards, barres de toit, désembuage lunette arrière, connecteur de faisceau remorque, volant inclinable, poste radio stéréo avec antenne laminée dans la fenêtre arrière gauche). Elle était équipée de ceintures de sécurité à trois points pour les cinq places assises, y compris des limiteurs de force à l'avant et des ancrages réglables en hauteur, ainsi que des appuie-tête des sièges arrière pour les trois places assises. Ce qui était notablement nouveau pour 2001.

### SF5 Phase 1

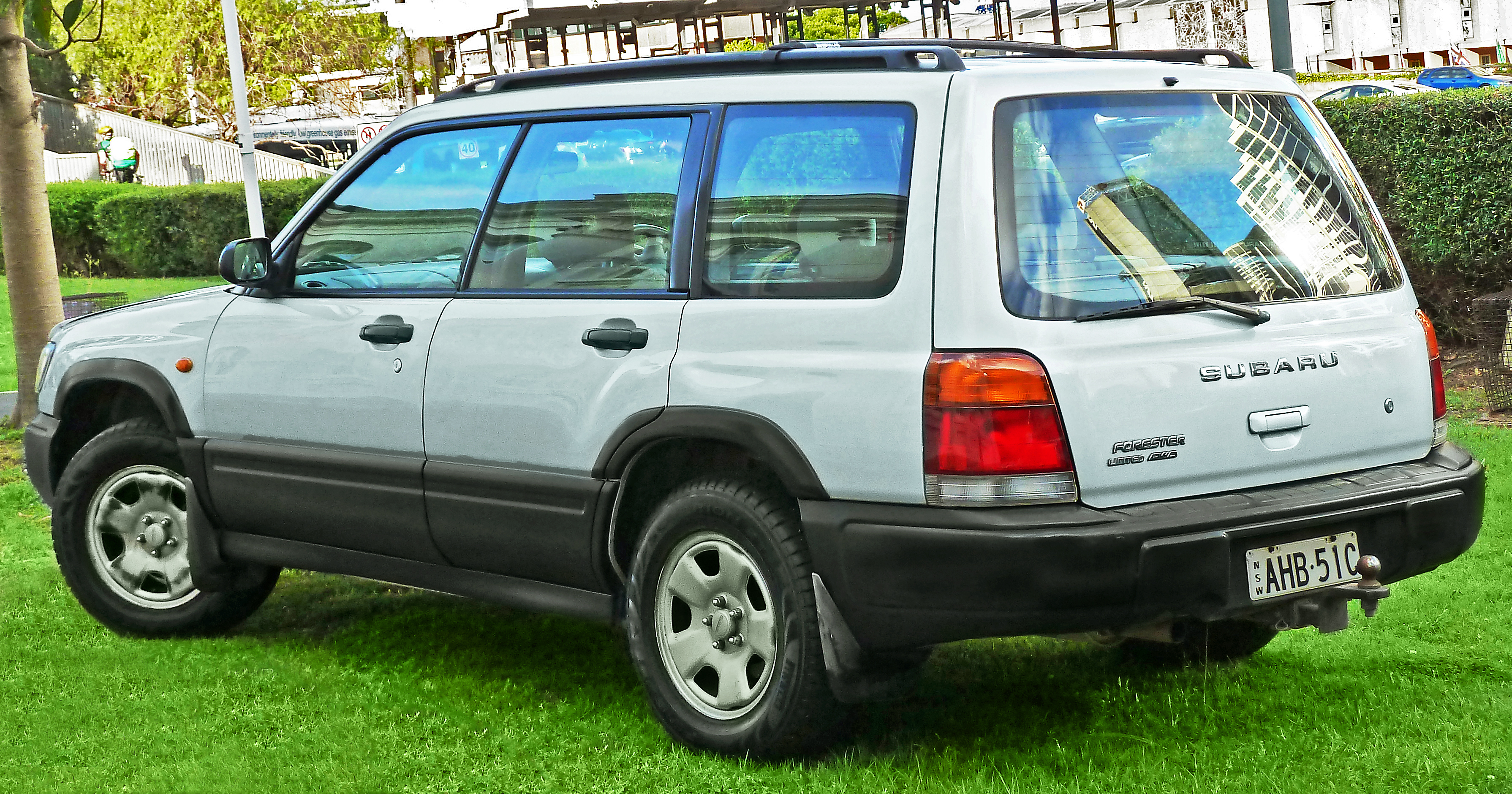
Subaru Forester I Phase I

### SF5 Phase 2

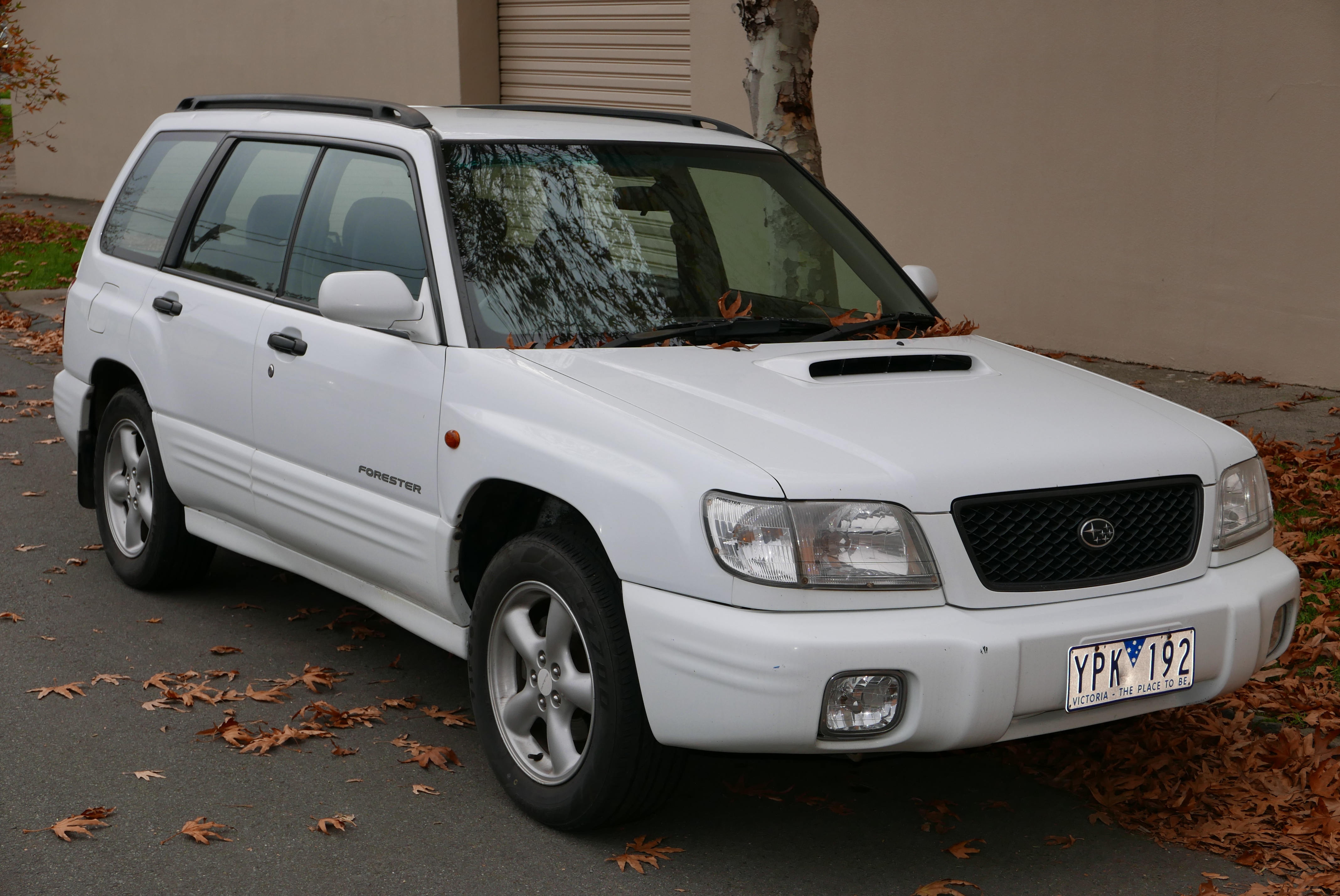
Subaru Forester I Phase II

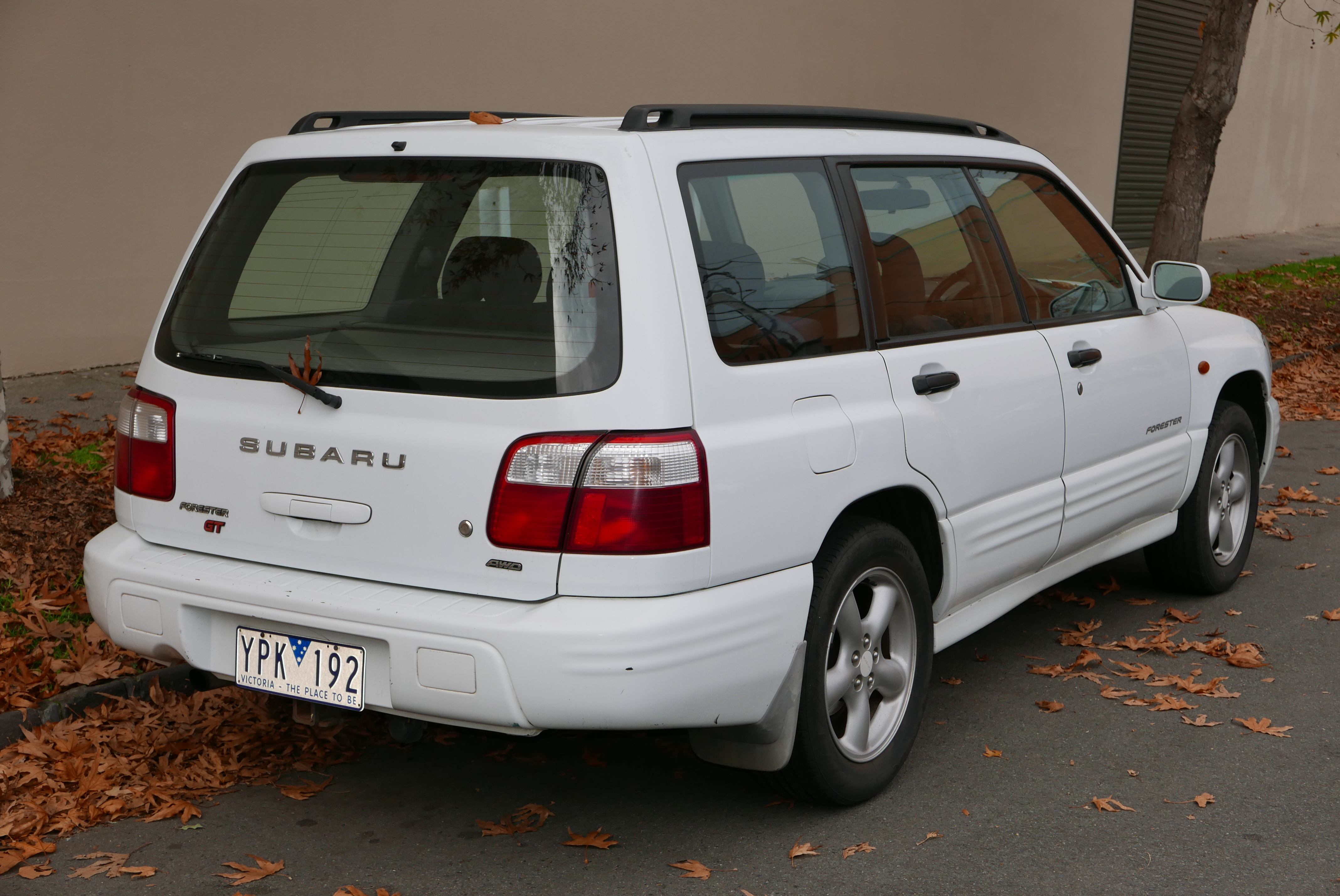
Subaru Forester I Phase II

## Seconde génération (2002-2008) SG5
La deuxième génération est présentée en 2003 au Chicago Auto Show de 2002. Basée sur la nouvelle plate-forme de l'Impreza, elle s'améliore par rapport au premier modèle. Le Forester 2003 dispose d'améliorations au niveau du poids, comme un capot en aluminium, des rails perforés et un sous-châssis avant hydroformé. Le changement le plus notable a été l'offre en motorisation 2,5L (atmosphérique et turbo) et aux États-Unis l'introduction du modèle turbo 2.5L.

### SG5 Phase 1

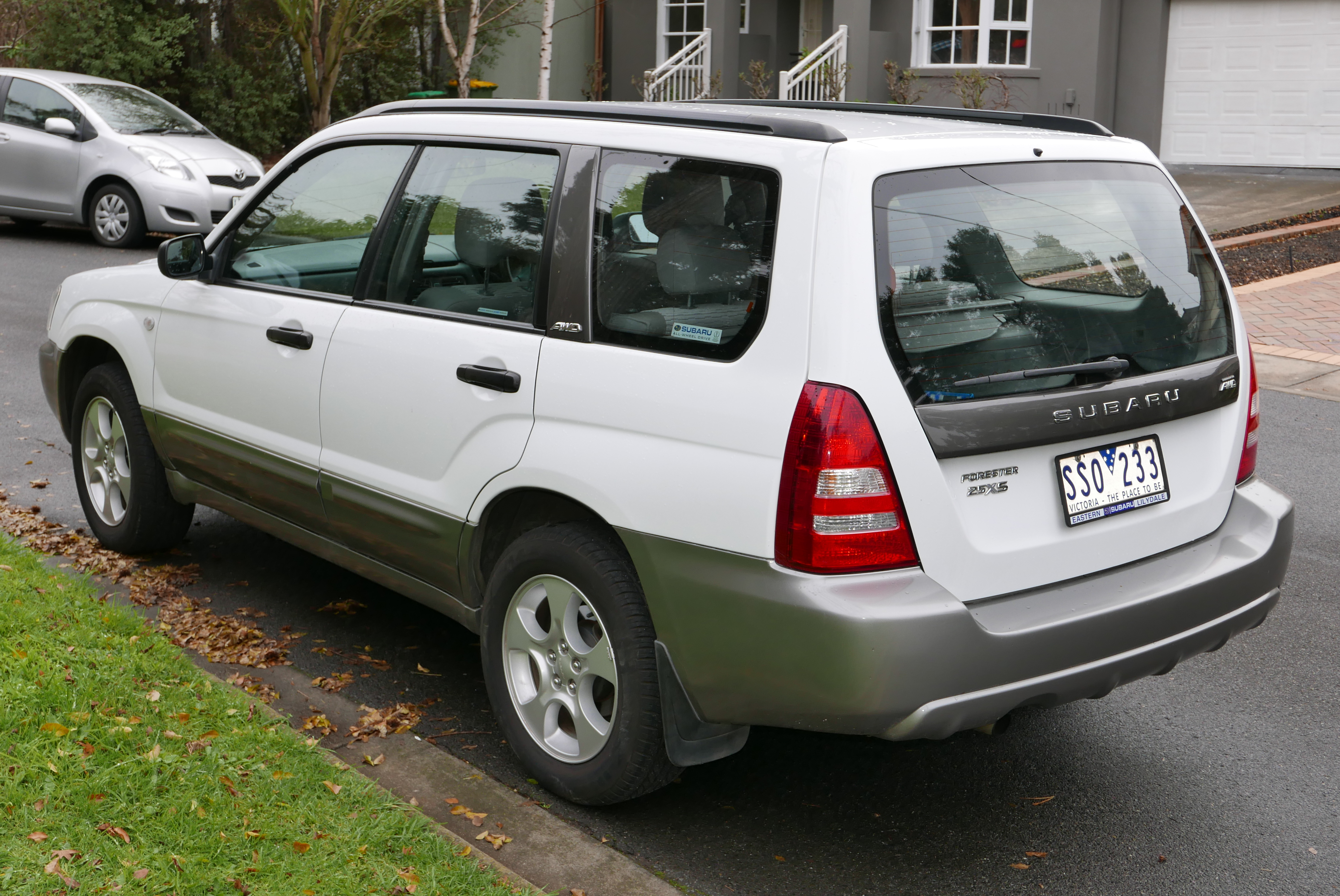
Subaru Forester II Phase I

### SG5 Phase 2

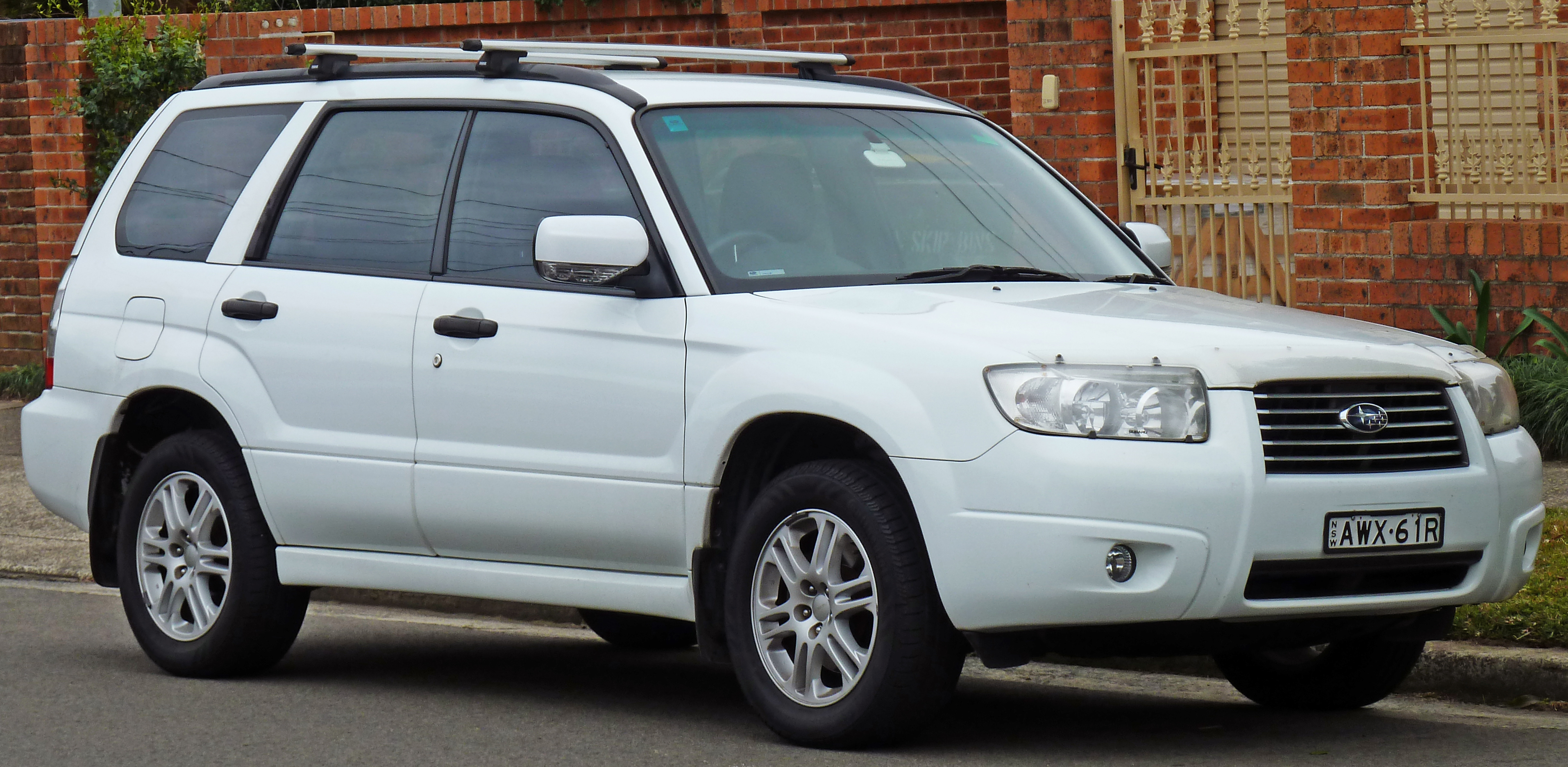
Subaru Forester II Phase II

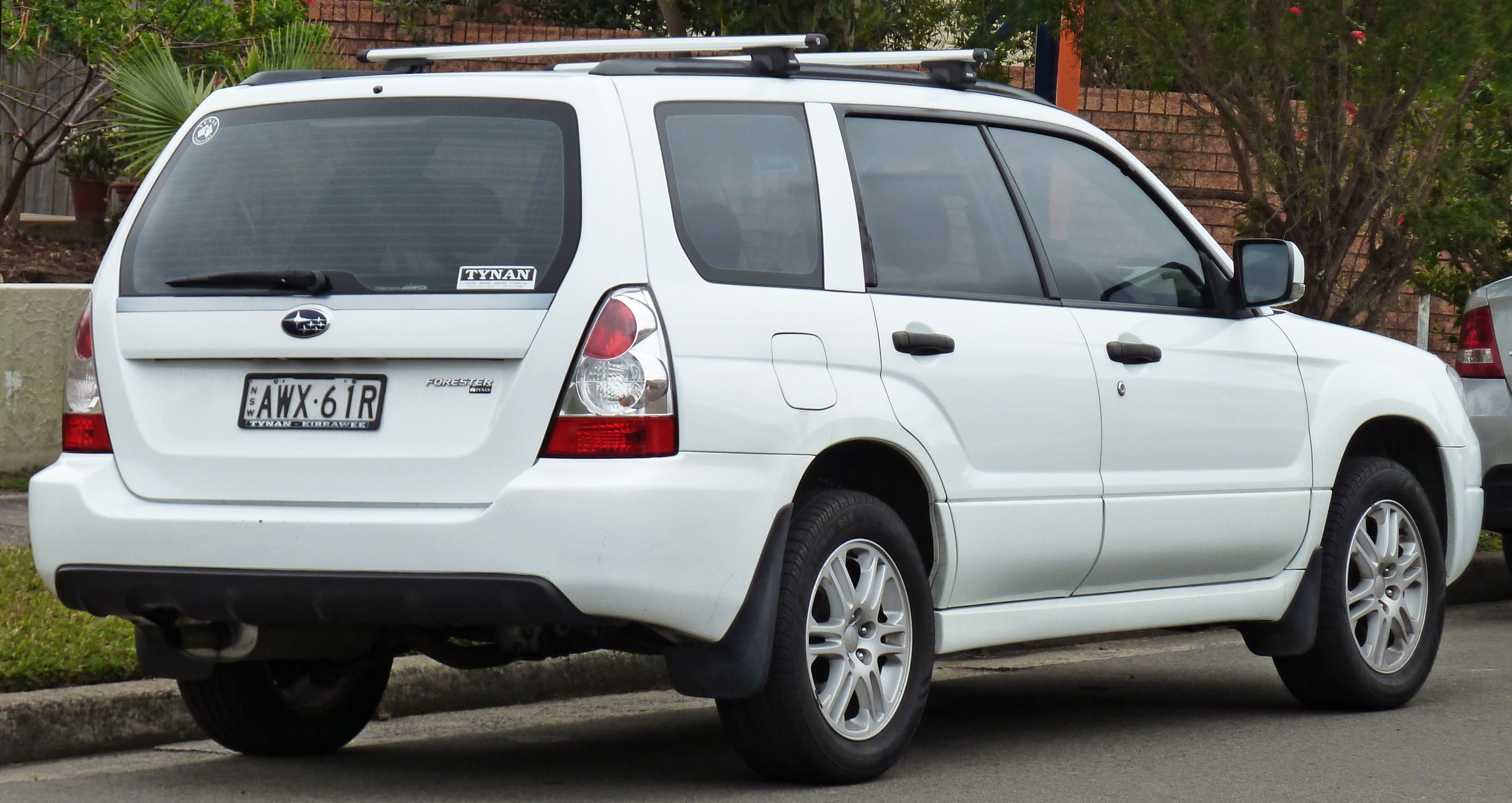
Subaru Forester II Phase II

## Troisième génération (2008-2013)
Subaru dévoile le 25 décembre 2007 au Japon la troisième génération de son Forester.
Celui-ci est dessiné par le chef designer de Subaru, Mamoru Ishii. Le Forester devient un SUV, abandonnant ainsi le concept de "Break rehaussé" utilisé jusqu'alors. Cette évolution est d'abord pour s'enligner sur un marché très porteur et populaire en Amérique du Nord et également d'éviter de rentrer en concurrence avec la Subaru Outback dérivé de la Legacy. Ses dimensions dérivent de la Impreza-spec avec la plate-forme arrière de la berline Impreza US-spec. Cette nouvelle génération de Forester abandonne les vitres latérales sans encadrement utilisées par Subaru depuis le début des années 70. Pour 2008 le Forester grandit dans presque toutes les dimensions (+ 76 mm en longueur, + 46 mm en largeur et + 110 mm en hauteur) et dispose d'une ligne de toit en pente avec un espace de chargement augmenté. L'empattement accru de 89 mm profite à l'espace intérieur et au chargement (0,88 m3 extensible 2,0 m3). La garde au sol quant à elle passe à 230 mm.

La suspension arrière à double triangulation indépendante est redessinée pour une meilleure maniabilité et une conduite plus douce par rapport à la génération précédente. Le Sportshift est inclus avec la boite automatique à quatre vitesses commandée par ordinateur. Le système de navigation par satellite à écran tactile est compatible Bluetooth en plus du système audio haut de gamme intégré. Subaru propose également une stéréo à six haut-parleurs, avec l'amélioration du son surround, distinct du système de navigation.

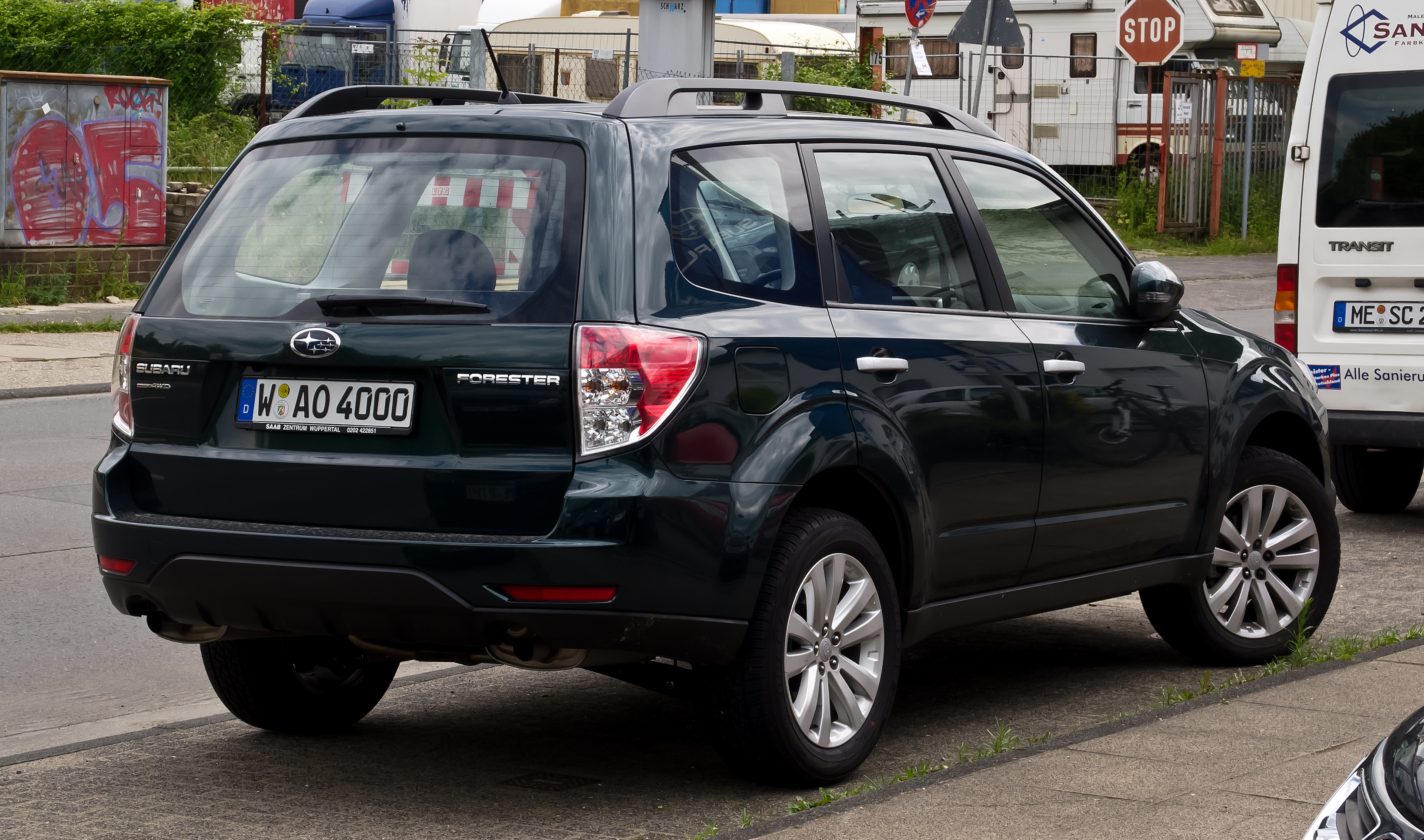
Subaru Forester III

### Motorisations
La Forester existe en deux moteurs essence : un boxer 4 cylindres (H4) de 2,5 litres et un boxer 4 cylindres (H4) de 2,5 litres turbocompressé (exclusivement pour le 2.5 XT Limited).  En 2014, la version XT commercialisée au Canada est pourvue d'un moteur boxer turbo de 2 litres développant 250 ch.
Il existe un boxer 2 litres de 150 ch pour le marché de Taiwan accouplé à une transmission linéaire matic 6 vitesses commandée par palettes au volant (8 vitesses en position sport)
Il existe un diesel 2 litres (boxer également) pour le marché européen (Modèles 2.0D ou 2.0D Premium).

### Prix
Le prix d'un Forester au Canada passe de 25 795 $ à 34 895 $. 
En France, le Forester est vendu entre 24 700 et 33 500 euros.

### Modèle
Les modèles de Forester (au Canada) sont les suivants: le 2.5X à partir de 25 795 $, le Groupe Tourisme à partir de 27 995 $, le Groupe Limited à partir de 32 395 $ et le 2.5XT Limited à partir de 34 895 $.
Les modèles actuels en France sont les suivants: 2.0D Sport, 2.0D Premium, 2.0D, 2.0XT et 2.0i.

## Quatrième génération (SJ; 2013-2018)
Cette nouvelle génération de Forester a été dévoilée en 2012 au Guangzhou Motor Show, puis au Salon International de l'Auto 2013 à New York.
Cette génération introduit le moteur FB20 moteur Boxer 4 cylindre 2.0l de 150cv essence ou 241cv en turbo obligatoirement en CVT 6 rapport simulée sur le turbo. Il existe une version 2.5l avec le bloc fb25 uniquement en boite automatique.
Les versions diesel sont disponibles avec le bloc EE20 2.0 turbo diesel de 147cv ce moteur est disponible en boite manuelle 6 vitesses et boite automatique CVT 7 Rapport simulée.
Sur les versions CVT Subaru introduit la fonction X-Mode qui permet une meilleure gestion électronique sur terrain difficile, il agit sur la répartition du couple entre l'avant et l'arrière, le fonctionnement de l'accélérateur et active l'assistance de descente, cette fonction peut être activée via un bouton sur le tableau de bord.
Les versions boite manuelle utilisent le système de 4 roue motrice traditionnelle de Subaru.

### Phase 1

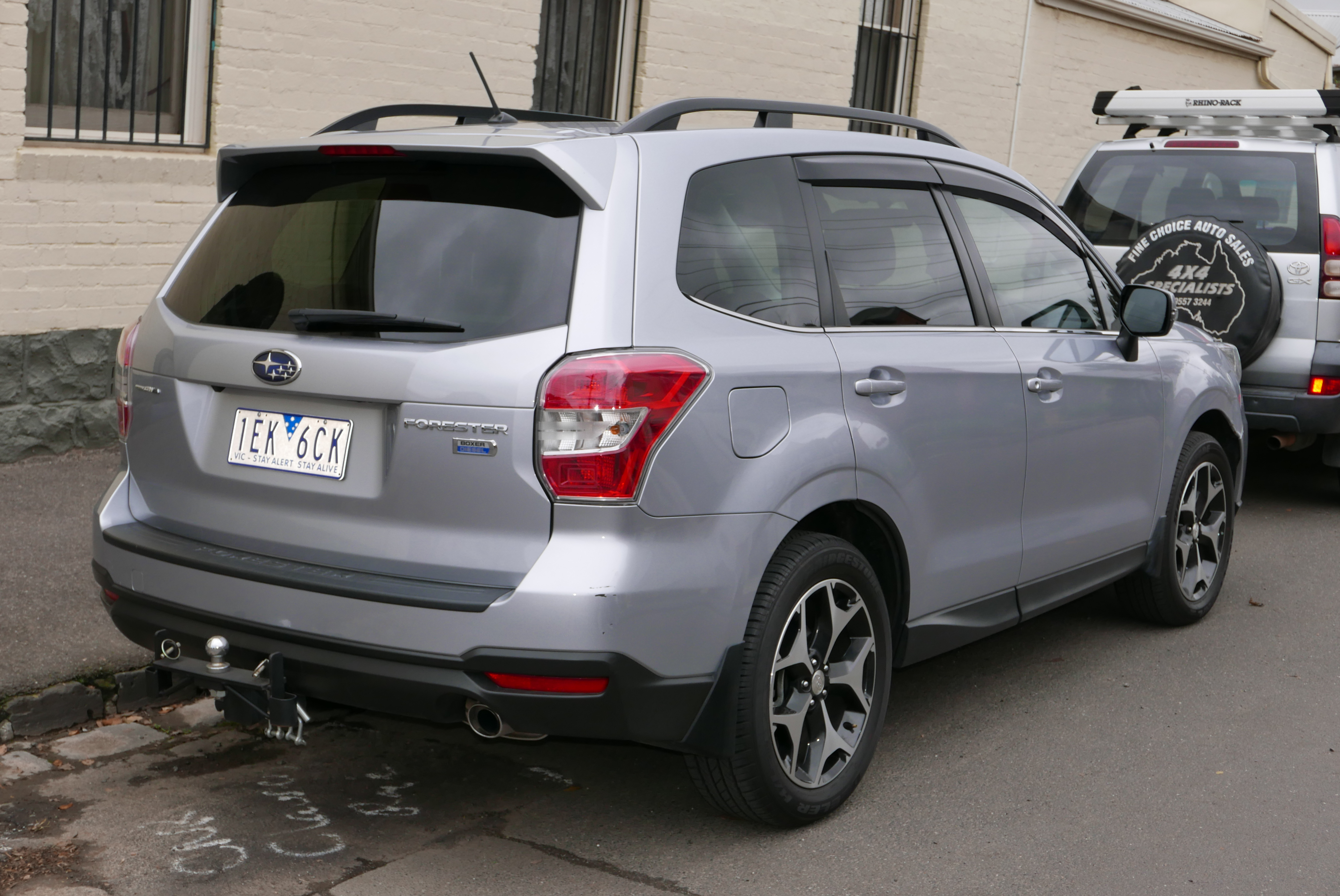
Subaru Forester IV

### Phase 2
En 2016, le Forester est restylé au Salon de Genève 2016. Il reçoit de nouvelles optiques et un bouclier modernisé avec de nouvelles jantes, et dans l'habitacle, on voit un volant trois branches, une planche de bord plus qualitative et des compteurs de bord redessinés.

### Motorisations
FB25 171Cv Atmosphérique

## Cinquième génération (2018-2024)
La 5e génération du Subaru Forester est présentée en mars 2018 au salon de New York.

### Présentation

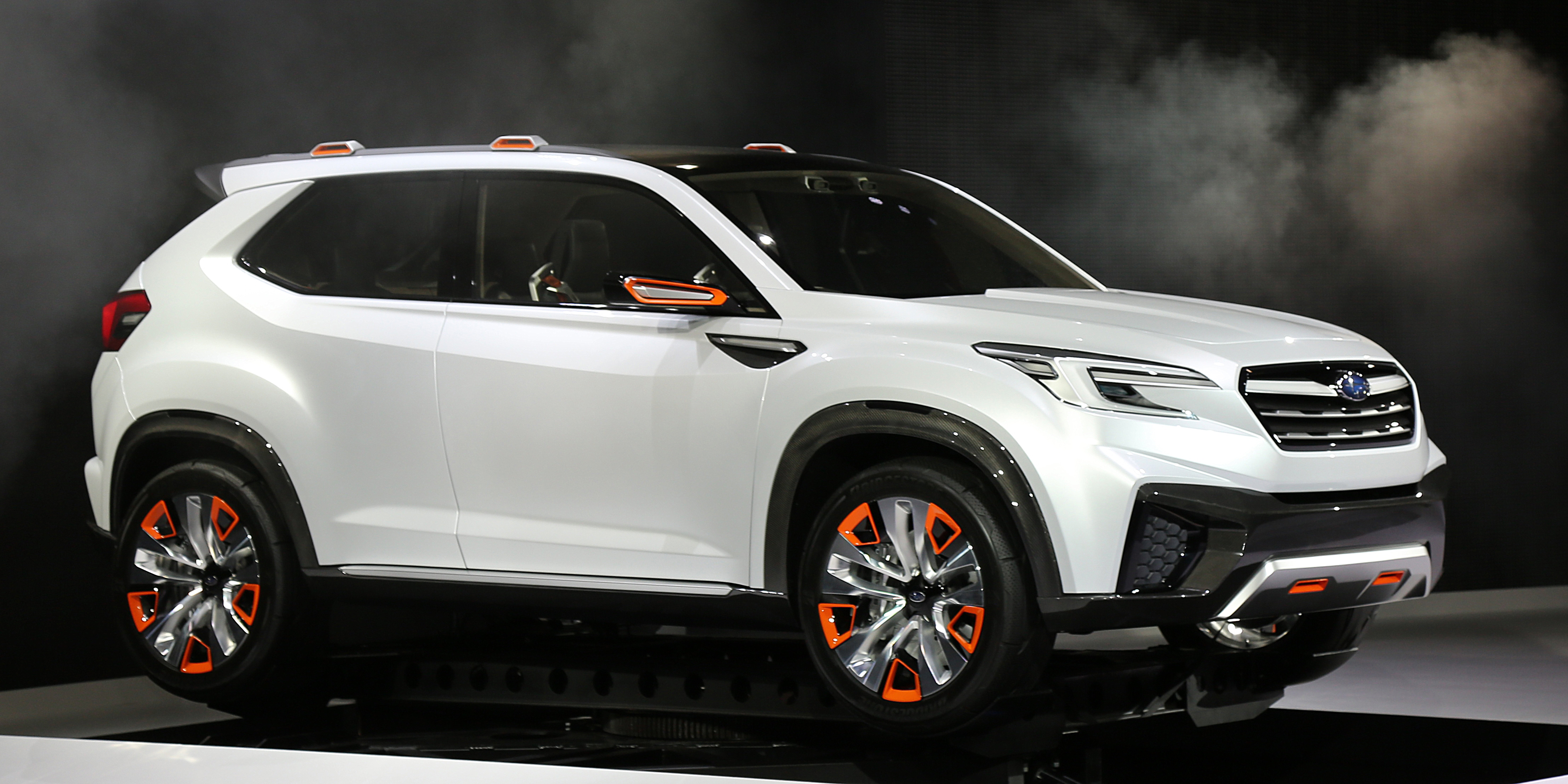
Subaru Viziv-7 Concept

Le nouveau Forester s'inspire du Subaru Viziv Concept présenté au salon de l'automobile de Los Angeles 2016.

### Phase 2

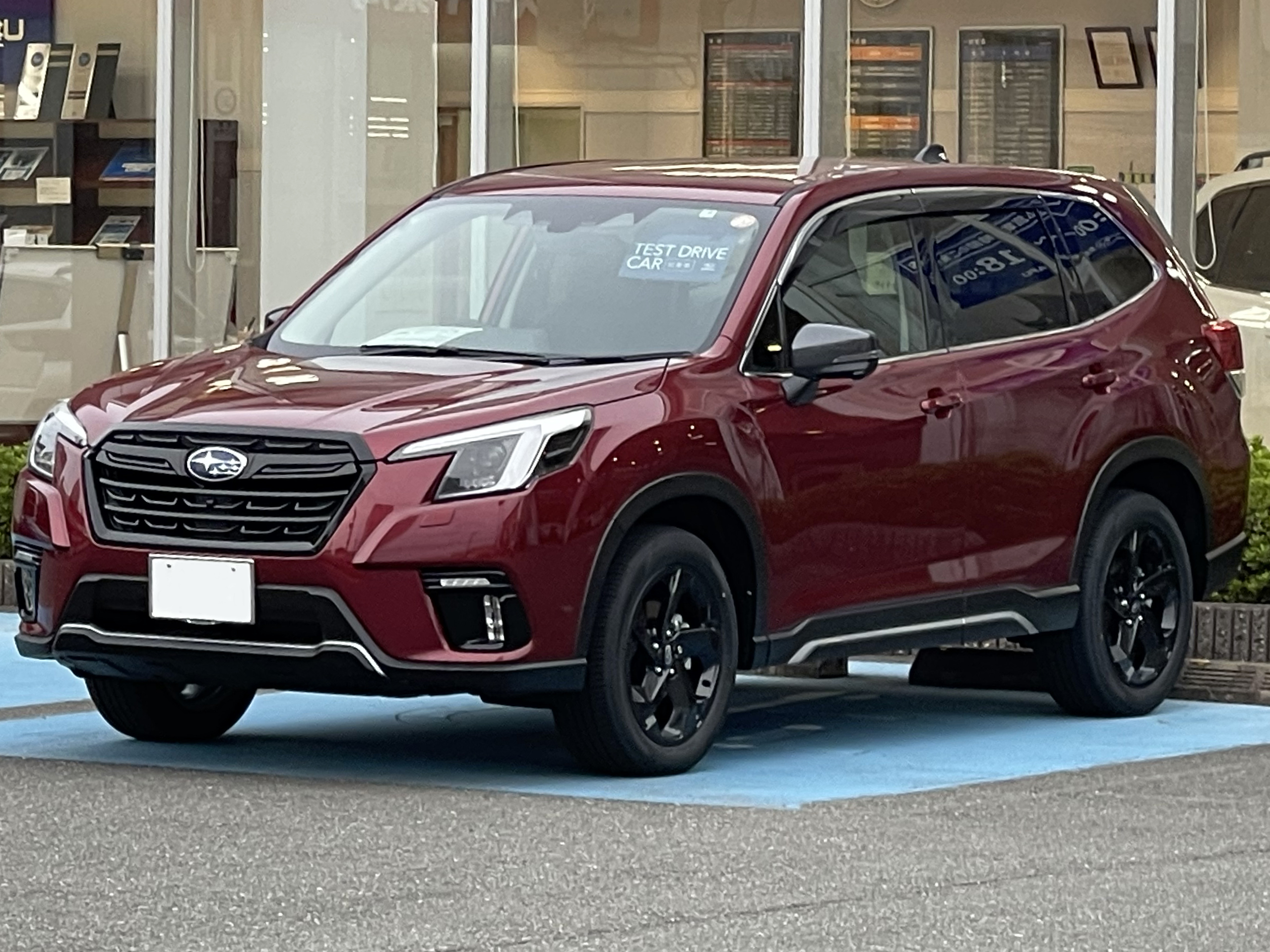
Subaru Forester V phase 2 (Japon)

En juin 2021, Subaru présente au Japon le Forester V phase 2 qui redessine totalement la face avant pour une commercialisation en fin d'année.
La motorisation évolue courant de 2022 avec un bloc hybride essence (e-boxer hybrid) associant un moteur quatre cylindres à plat 2.0 essence de 150 ch et un moteur électrique de 13,5 kW intégré à la transmission Lineartronic (CVT).

### Série spéciale
- X Break[8].

## Sixième génération (2024-)
Fin 2023, Subaru a présenté la sixième génération du Forester au salon de l'automobile de Los Angeles 2023 et a prouvé qu'elle pouvait surprendre ses clients avec une nouvelle génération de son SUV.
De profil, la sixième génération du Forester conserve ses formes anguleuses et ses élargisseurs d'ailes ornés de baguettes en plastique noir. Ceux de l'avant sont même dotés d'une série d'évents qui rappellent ceux de la Subaru WRX. Grâce aux bas de caisse noirs, la voiture donne l'impression d'avoir une garde au sol plus élevée qu'elle ne l'est en réalité. Le constructeur a installé les badges  "Symmetrical All-Wheel-Drive" sur les montants D, rappelant aux clients que le Forester est équipé de série de ce groupe motopropulseur. Enfin, l'arrière se caractérise par un hayon vertical flanqué de feux arrière montés en coin.

### Motorisations
Sous le capot, Subaru a installé son moteur à quatre cylindres à plat atmosphérique de 2,5 litres. Il est associé à une boîte de vitesses CVT (Lineartronic) qui transmet la puissance dans tous les coins via le système de transmission intégrale propre à Subaru. Le constructeur a décliné le Forester VI en cinq versions, toutes dotées de la même combinaison moteur/boîte de vitesses.